# Chaetonotus mariae
Chaetonotus mariae is een buikharige uit de familie Chaetonotidae. De wetenschappelijke naam van de soort werd in 1992 voor het eerst geldig gepubliceerd door Todaro. De soort wordt in het ondergeslacht Marinochaetus geplaatst.